# Tetraroge barbata
Tetraroge barbata е вид лъчеперка от семейство Tetrarogidae. Видът не е застрашен от изчезване.

## Разпространение и местообитание
Разпространен е в Индонезия, Нова Каледония, Палау, Папуа Нова Гвинея, Соломонови острови, Фиджи и Филипини.
Обитава крайбрежията на сладководни и полусолени басейни, морета, рифове и реки. Среща се на дълбочина около 1,2 m.

## Описание
На дължина достигат до 10 cm.
Популацията на вида е стабилна.